# 算珠豆属
算珠豆属（学名：Urariopsis）是蝶形花科下的一个属，为直立灌木或亚灌木植物。该属仅有算珠豆（Urariopsis cordifolia）一种，分布于印度至中国广西和云南南部。